# Tatamátapaculo
Der Tatamátapaculo (Scytalopus alvarezlopezi), auch Alto Pisones Tapaculo genannt, zählt innerhalb der Familie der Bürzelstelzer (Rhinocryptidae) zur Gattung Scytalopus.
Die Art ist in Kolumbien endemisch auf der Pazifikseite der Anden.
Sie war im Jahre 1992 entdeckt worden in der Nähe des Parque Nacional Natural Tatamá in einem Ort namens Alto de Pisones, im Jahre 2017 wurde sie dann erstmals wissenschaftlich beschrieben.
Das Verbreitungsgebiet umfasst feuchten subtropischen Wald und Sekundärwald auf der pazifischen Wasserscheide der westlichen Anden von 1300 bis 1400 und von 1750 bis 2000 m Höhe. Darunter schließt sich der Lebensraum des Chocótapaculos (Scytalopus chocoensis), darüber der des Nariñotapaculos (Scytalopus vicinior) an.
Das Artepitheton bezieht sich auf den kolumbianischen Ornithologen Humberto Álvarez López (1943–2024).

## Merkmale
Der Vogel ist etwa 12 cm groß und wiegt zwischen 24 und 25 g. Er ist schwärzlich mit schwarzer Oberseite, auf dem Rumpf leichtes Dunkelbraun, mit dunkelgrau bis schwarzer Unterseite, auf den Flanken, der Schwanzunterseite breit schwarz und dunkelrotbraun gebändert. Die Flugfedern sind dunkelbräunlich schwarz. Die Iris ist dunkelbraun, die Füße ebenso.
Die Art ist monotypisch.

## Stimme
Der Gesang wird als markanter froschartiger Ruf, sehr lang anhaltend „r‘r‘r‘“ beschrieben.

## Lebensweise
Die Nahrung besteht wohl aus Insekten und Gliederfüßern.
Über die Brutzeit ist nichts Genaues bekannt.

## Gefährdungssituation
Der Bestand gilt als potentiell gefährdet (near threatened).